# Hector-François Chateigner de Cramahé et des Rochers
Hector-François Chateigner de Cramahé et des Rochers (orthographié originellement Chasteigner) est un officier huguenot originaire de la région de La Rochelle qui participa au côté du futur roi Guillaume III d'Orange-Nassau à la prise du pouvoir royal d'Angleterre.

## Biographie
Hector-François est né au sein d'une famille noble d'Aunis, dans le château de Cramahé, situé à Salles-sur-Mer au Sud de La Rochelle. La famille Chasteigner possédait ce château depuis Pierre Chasteigner, premier propriétaire du domaine et ancien maire de La Rochelle au XVIe siècle. 
En 1685, à la suite de la révocation de l'édit de Nantes par le roi de France, Louis XIV, Hector-François et ses deux frères quittent la France. Hector-François rejoint les troupes de Guillaume d'Orange-Nassau, alors que ses frères (Henri-Auguste et Alexandre Thésée) s'embarquent pour la Caroline du Sud, où ils s'installeront dans le quartier français de Charleston avec d'autres huguenots. 
En 1688, Hector-François participa à Glorieuse Révolution de Guillaume III d'Orange-Nassau qui renversa le monarque Jacques II d'Angleterre et obtint les couronnes d'Angleterre, d'Écosse et d'Irlande. Pour ces faits d'armes au sein des régiments d'huguenots, Hector-François devint capitaine d'un régiment d'infanterie, il est ensuite devenu capitaine de cavalerie du régiment de Galway. Enfi,n il est choisi comme aide de camp d'Henri de Massué, 1er comte de Galway. Avec de nombreux autres officiers huguenots, il s'installe à Dublin, où il reçut une pension de 4 shillings par jour.
Il épouse Marianne de Belrieu, fille de Jacques de Belrieu, baron de Virazel, dont il eut deux enfants. Son fils Hector Theophilus de Cramahé, né en 1720, deviendra lieutenant-gouverneur de la province de Québec et lieutenant-gouverneur de Détroit. Sa fille Jeanne épousera le fils de Salomon Blosset de Loche, un officier huguenot de Guillaume d'Orange-Nassau. 
Il meurt à Dublin le 13 février 1725.